# Ciudad de Kompung Thom
Kompung Thom (en camboyano: ក្រុងកំពង់ធំ) es la capital de la provincia homónima, Camboya, y se sitúa en el corazón de dicha provincia entre el cruce de las carreteras nacionales 6 y 12 que conducen al norte del país, a la ciudad de Siem Riep y a Nom Pen, la capital del país.
La ciudad es además un puerto fluvial a orillas del río Sen que nace en los Montes Dangrek. A ello debe su nombre, Kompung, que se traduce del jemer al español como "Puerto" y Thom es "Grande", es decir, "Puerto Mayor" o "Puerto Principal". El río desemboca en el lago Sap que se ubica a 50 km al suroeste de la ciudad.
La importancia de la población radica en su estratégica situación fluvial que la convierte en centro comercial y ruta de paso hacia otras regiones de Camboya.

## Geografía

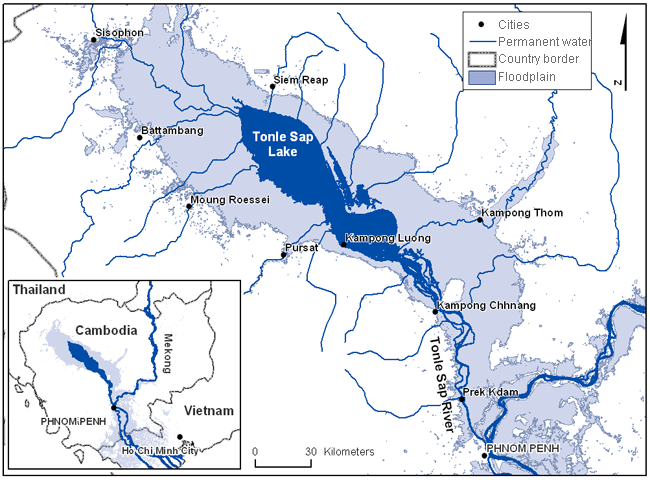
Mapa del lago Sap donde aparece a la derecha Kompung Thom

La ciudad que preside una de las provincias más grandes de Camboya, se ubica al noroeste del lago Sap al cual desemboca el río Sen que la cruza y que nace en los montes Dangrek, en la provincia de Preah Wijía y en límites con Laos.

## Lugares para visitar
Su cercanía a la provincia de Siem Riep hace de la ciudad de Kompung Thom paso obligado para el turismo y los viajes y ella misma posee algunas de esas antiguas riquezas arqueológicas de la vieja gloria del Imperio jemer. Algunos lugares para conocer:
- Ruinas de Sambor Prey Kuk: la antigua capital del Reino de Chenlá, antecesor del Imperio jemer, 29 km al norte de la ciudad.
- Phnom Suntok: una de las pagodas o templo-colina.

## Población
El 56% de la población está alfabetizada (varones 63,4%, mujeres 50,1%). La tasa de desempleo es de 8,2 (varones 6,4, mujeres 9,9).